# Joseph Chamberlain
Joseph Chamberlain (8. července 1836, Londýn, Anglie – 2. července 1914, Londýn, Anglie) byl britský podnikatel a státník. Prosadil se jako úspěšný průmyslník v Birminghamu, poté byl dlouholetým členem Dolní sněmovny a spoluzakladatelem strany liberálních unionistů. Jako dlouholetý ministr obchodu (1880–1885) a kolonií (1895–1903) patřil k výrazným osobnostem britské politiky a rozmachu britského koloniálního impéria přelomu 19. a 20. století.
Jeho starší syn Austen Chamberlain byl britským ministrem zahraničí (1924–1929) a nositelem Nobelovy ceny míru, mladší syn Neville Chamberlain byl britským premiérem a signatářem Mnichovské dohody.

## Politická kariéra
Narodil se jako syn úspěšného výrobce obuvi v Londýně Josepha Chamberlaina (1796–1874). Za studií vynikl především v matematice a francouzštině, v osmnácti letech začal pracovat pro svého bratrance Josepha Nettlefolda, výrobce železářského zboží v Birminghamu. Chamberlain nakonec převzal vedení podniku a firma patřila k předním producentům šroubů v Evropě, v Birminghamu se také začal angažovat ve veřejném dění. V letech 1874-1876 byl starostou v Birminghamu, v letech 1876–1914 členem Dolní sněmovny. Původně patřil k liberálům a v Gladstonových vládách byl ministrem obchodu (1880–1885) a prezidentem úřadu pro místní samosprávu (1886), od roku 1880 zároveň členem Tajné rady. S Gladstonem se později dostal do sporu ohledně politiky v Irsku a své názory také publikoval (Speeches on the Irish Question, 1881).
Po odchodu z Liberální strany se stal zakládajícím členem frakce liberálních unionistů a v Salisburyho vládě byl ministrem kolonií (1895–1903). V době stabilizované vnitropolitické situace koncem 19. století se problematika kolonií stala stěžejním tématem a Chamberlain byl tak jedním z nejdůležitějších členů vlády. Demisi podal v říjnu 1903 spolu s dalšími ministry, v rámci personální obměny kabinetu se pak do vlády dostal jeho syn Austen jako ministr financí.
Kromě svého úspěšného působení v obchodní a koloniální politice se dlouhodobě věnoval rozvoji školství a zvelebování Birminghamu. V Birminghamu podpořil založení univerzity a v letech 1900–1914 byl jejím prvním kancléřem. Mimoto již předtím v letech 1896–1899 zastával čestný post lorda–rektora univerzity v Glasgow. Po záchvatu mrtvice v roce 1906 ukončil veřejnou činnost, do smrti nicméně zůstal poslancem Dolní sněmovny (povýšení do šlechtického stavu odmítl již po odchodu z Gladstonovy vlády).
Josephův mladší bratr Richard Chamberlain (1840–1899) byl též starostou v Birminghamu (1879–1880) a členem Dolní sněmovny, patřil k liberálům, spolu s bratrem pak přešel k liberálním unionistům.